# Wenunuc
Wenunuc (Wenunuk, Benunuc, Benunuk, ehemals Duyung, Sereia) ist ein osttimoresischer Suco im Verwaltungsamt Metinaro (Gemeinde Dili).

## Bedeutung des Namens

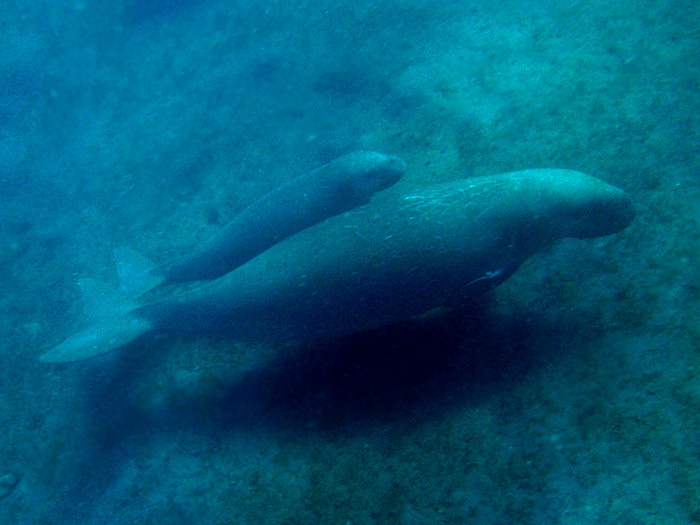
Dugongs an der Küste Osttimors

Bis 2017 lautete der Name des Sucos „Duyung“, in der portugiesischen Zeit „Sereia“. „Duyung“ ist in Bahasa Indonesia das Wort für die einheimischen Seekühe (Dugong). Gleichzeitig werden Meerjungfrauen so genannt, die im Portugiesischen „Sereia“ heißen. Seekühe sind in den Gewässern vor Wenunuc heimisch.

## Geographie

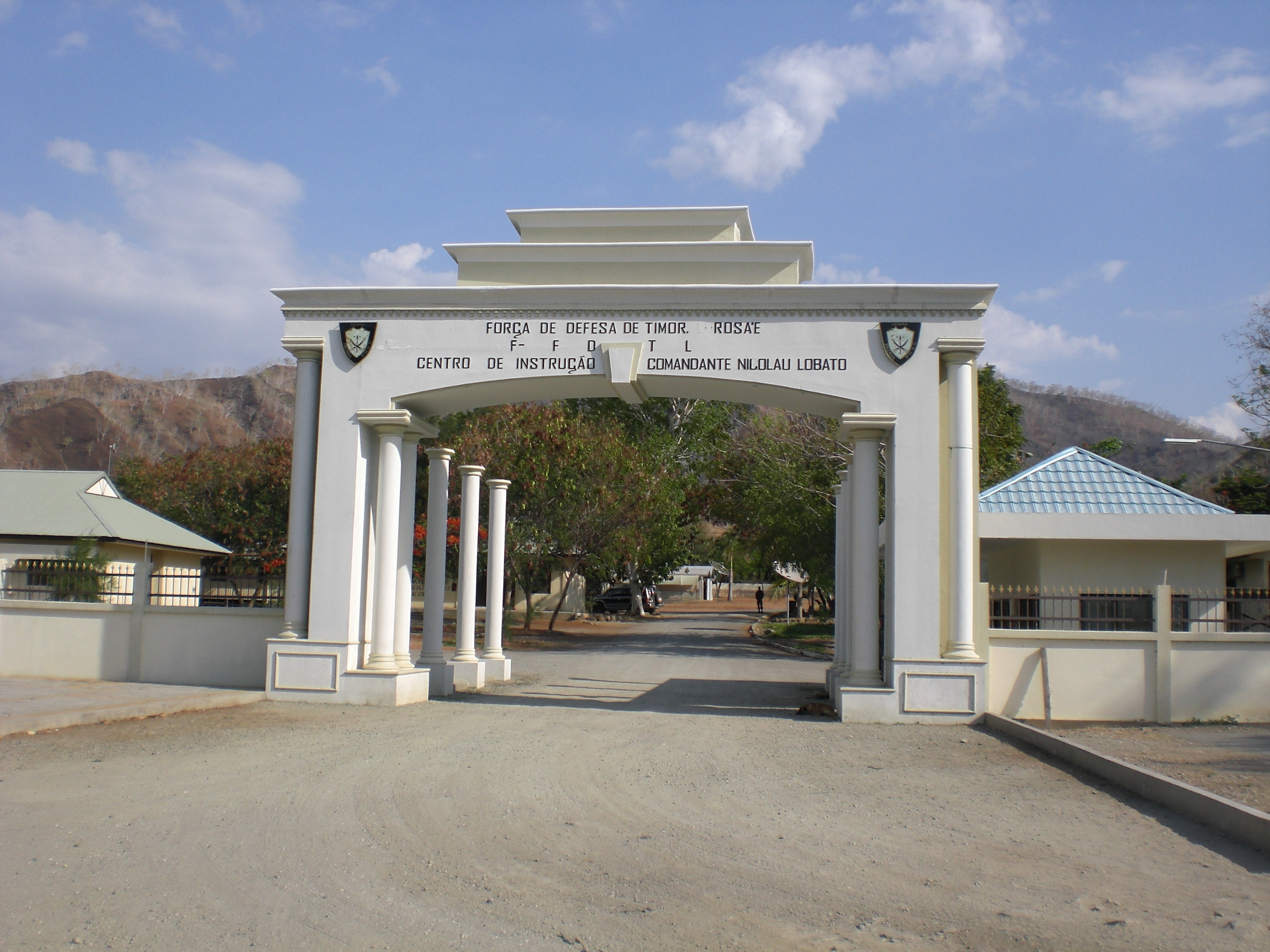
Trainingszentrum der F-FDTL

Der Suco Wenunuc liegt im Osten des Verwaltungsamts Metinaro an der Küste der Straße von Wetar. Westlich liegt der Suco Sabuli und südwestlich der Suco Mantelolão. Im Südosten grenzt Wenunuc an den Suco Lacumesac und im Osten an den Suco Uma Caduac, die zum Verwaltungsamt Laclo (Gemeinde Manatuto) gehören. Im Westen des Sucos fließen in den Fluss Aiscahe die Flüsse Bequiar, Dejo und weitere zusammen und münden schließlich in die Straße von Wetar.
Vor der Gebietsreform 2015 hatte (damals noch) Duyung eine Fläche von 66,13 km². Während Duyung Gebiete im Westen an Sabuli abgab, wurde es im Süden um das Gebiet des Flusses Beruhunatan, das bisher zu Hohorai und Lacumesac gehörte, bis an den Lihobani ausgedehnt. Diese beide Flüsse sind Teil des Systems des Nördlichen Laclós. Duyung hatte nun eine Fläche von 72,03 km².
2017 wurde jedoch der neue Suco Mantelolão vom jetzigen Wenunuc abgetrennt. Zu dem neuen Suco kamen die Aldeias Besahe, Birahu Matan, Has Laran, Lebutun, Mantelolão, Manularan, so dass der gesamte Südwesten Wenunucs abgespalten wurde, inklusive der ehemals zu Hohora und Lacumesaci gehörenden Gebiete. Wenunuc besteht nunmehr aus den vier Aldeias Manuleu, Rai-Mean, Saham (Sahan) und Wenunuc.
Grob der Küstenlinie folgend führt die nördliche Küstenstraße durch den Suco. Sie ist eine der wichtigsten Verkehrswege des Landes, die die Landeshauptstadt Dili mit dem Osten des Landes verbindet. An ihr liegt im Nordwesten das Siedlungszentrum Metinaro zu dem auf dem Gebiet des Sucos die Orte Duyung, Priramatan und Nelayan gehören. Im Nordosten liegt an der Küstenstraße das Dorf Manleu.
Im Siedlungszentrum Metinaro gibt es drei Grundschulen und eine Sekundärschule (Escola Secondaria Metinaro). Eine weitere Grundschulen gibt es in Rai-Mean. Südwestlich von Manleu befindet sich der Nationale Heldenfriedhof (Jardim dos Heróis e martires da Pátria).
Der äußerste Osten gehört zur Important Bird Area des Berges Curi im Suco Uma Caduac.

## Einwohner
In Wenunuc leben 4.275 Einwohner (2022), davon sind 2.186 Männer und 2.089 Frauen. Die gesamte Bevölkerung des Sucos wohnt in einer als ländlich klassifizierten Umgebung. Im Suco gibt es 719 Haushalte. Fast 43 % der Einwohner von Wenunuc und Mantelolão gaben 2010 Mambai als ihre Muttersprache an. 30 % sprachen Tetum Prasa, fast 18 % Galoli, fast 7 % Nanaek, Minderheiten Makasae, Idaté oder Tetum Terik.

## Politik

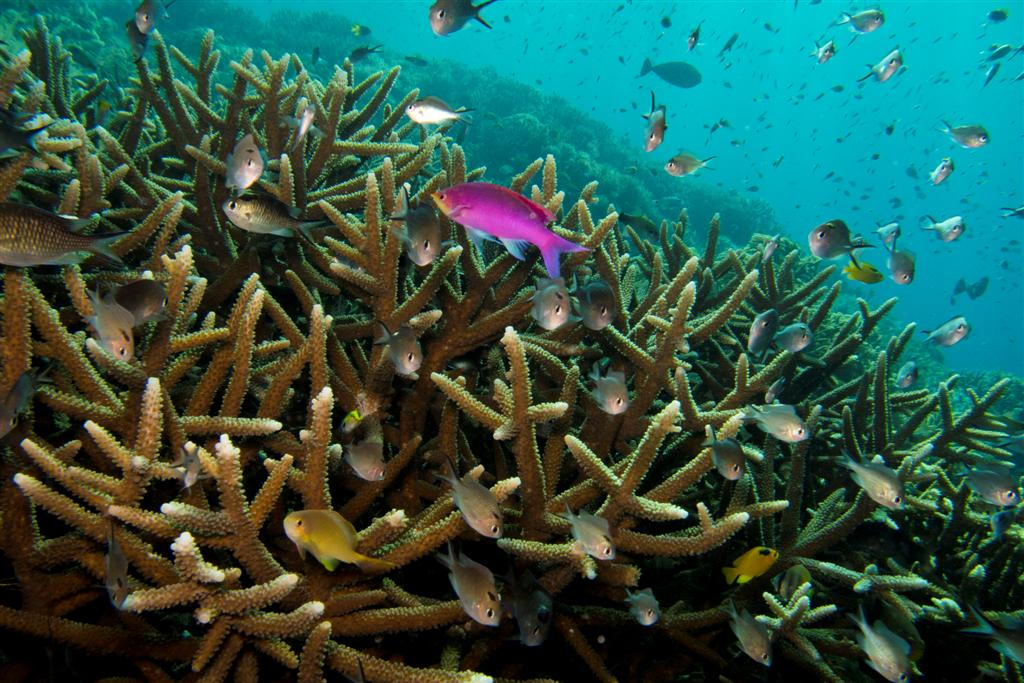
Beim Tauchplatz Secret Garden

Bei den Wahlen von 2004/2005 wurde Evaristo da Silva zum Chefe de Suco gewählt. Bei den Wahlen 2009 gewann Cornelio dos Santos und 2016 Simão Mendonça.

## Wirtschaft
An der Küste befinden sich mehrere Tauchplätze, die touristisch erschlossen sind, wie der Secret Garden bei Manuleu.